# Fabrice Guy
Fabrice Jean-Marie Guy (* 30. Dezember 1968 in Pontarlier) ist ein ehemaliger französischer Nordischer Kombinierer.

## Werdegang
Guy trainierte bereits mit dem Alter von sieben Jahren auf der nahegelegenen Sprungschanze von Chaux-Neuve. Sein internationales Debüt gab er am 17. Januar 1987 im Weltcup der Nordischen Kombination in Autrans. Als siebenter gewann er auf Anhieb erste Weltcup-Punkte. Auch bei seinem weiteren Weltcups der Saison im März in Falun und Oslo gelangen ihm Punkterfolge.
Nach einem Jahr Pause kam Guy zur Saison 1988/89 zurück in den Weltcup-Kader und verpasste dabei in Saalfelden am Steinernen Meer als Fünfter nur knapp seinen ersten Podestplatz. Im März gelang ihm schließlich in Lake Placid als Dritter erstmals der Sprung aufs Podest bei einem Weltcup-Rennen. Im Januar 1990 konnte er in Saalfelden als Zweiter sein bis dahin bestes Ergebnis erzielen. Zur Saison 1990/91 startete er auch erstmals im B-Weltcup, wobei Guy in Chaux-Neuve den Einzelwettbewerb gewinnen konnte.
Bei der Nordischen Skiweltmeisterschaft 1991 im Val di Fiemme gewann er gemeinsam mit Francis Repellin und Xavier Girard die Silbermedaille im Team-Wettbewerb der nordischen Kombination. Im Dezember 1991 konnte Guy in Štrbské Pleso und Courchevel seine ersten beiden Weltcups gewinnen. Im Januar gewann er in Schonach im Schwarzwald seinen dritten Weltcup in Folge. Nachdem er auch in Murau das Weltcup-Rennen gewonnen hatte, reiste er als Medaillenfavorit zu den Olympischen Winterspielen 1992 in Albertville. Dort gewann er im Einzelwettbewerb mit großem Abstand die Goldmedaille. Im Teamwettbewerb verpasste er gemeinsam mit Reppelin und Sylvain Guillaume seine weitere Medaille nur knapp und landete auf Rang vier. Nachdem Guy wenig später den Weltcup in Trondheim sowie in Oslo am Holmenkollen gewinnen konnte, sicherte er sich den Gesamtweltcupsieg.
In der Folge gelang es Guy nicht mehr, an diesen Erfolg anzuknüpfen. Grund dafür war die Umstellung auf den neuen V-Stil durch den internationalen Skiverband. Bei der nordischen Skiweltmeisterschaft 1997 in Trondheim gewann er noch eine Bronzemedaille und erreichte ebenfalls noch eine Bronzemedaille mit der Staffel bei den XVIII. Olympischen Winterspielen 1998 in Nagano.
Er beendete seine aktive Karriere nach der nordischen Skiweltmeisterschaft 1999 in Ramsau am Dachstein, bei der er mit dem Team als Vierter noch einmal nur knapp eine Medaille verpasste. Im Sprintrennen verpasste er als 39. die Weltspitze deutlich. Im Weltcup erreichte Guy insgesamt 61 Mal die Punkteränge, darunter 39 Platzierungen unter den besten Zehn. Auf nationaler Ebene gewann Guy achtmal die französische Meisterschaft.
Nach dem Ende seiner aktiven Karriere arbeitete Guy als Herausgeber des Nordic Magazine.

## Statistik

### Platzierungen bei Olympischen Winterspielen
| Jahr und Ort     | Wettbewerb | Wettbewerb |
| Jahr und Ort     | Gundersen  | Team       |
| ---------------- | ---------- | ---------- |
| 1988 Calgary     | 20.        | 08.        |
| 1992 Albertville | 01.        | 04.        |
| 1994 Lillehammer | 17.        | 06.        |
| 1998 Nagano      | 29.        | 03.        |

### Platzierungen bei Weltmeisterschaften
| Jahr und Ort       | Wettbewerb | Wettbewerb | Wettbewerb |
| Jahr und Ort       | Gundersen  | Sprint     | Team       |
| ------------------ | ---------- | ---------- | ---------- |
| 1989 Lahti         | 34.        | –          | –          |
| 1991 Val di Fiemme | 13.        | –          | 02.        |
| 1993 Falun         | 13.        | –          | 08.        |
| 1995 Thunder Bay   | –          | –          | 08.        |
| 1997 Trondheim     | 03.        | –          | 08.        |
| 1999 Ramsau        | –          | 39.        | 04.        |

### Weltcup-Gesamtplatzierungen
| Saison  | Platz | Punkte |
| ------- | ----- | ------ |
| 1986/87 | 26.   | 013    |
| 1988/89 | 09.   | 047    |
| 1989/90 | 06.   | 081    |
| 1990/91 | 06.   | 059    |
| 1991/92 | 01.   | 170    |
| 1992/93 | 10.   | 039    |
| 1993/94 | 22.   | 171    |
| 1994/95 | 13.   | 359    |
| 1995/96 | 12.   | 537    |
| 1996/97 | 14.   | 476    |
| 1997/98 | 29.   | 288    |
| 1998/99 | 42.   | 239    |